# Agostino Ramelli

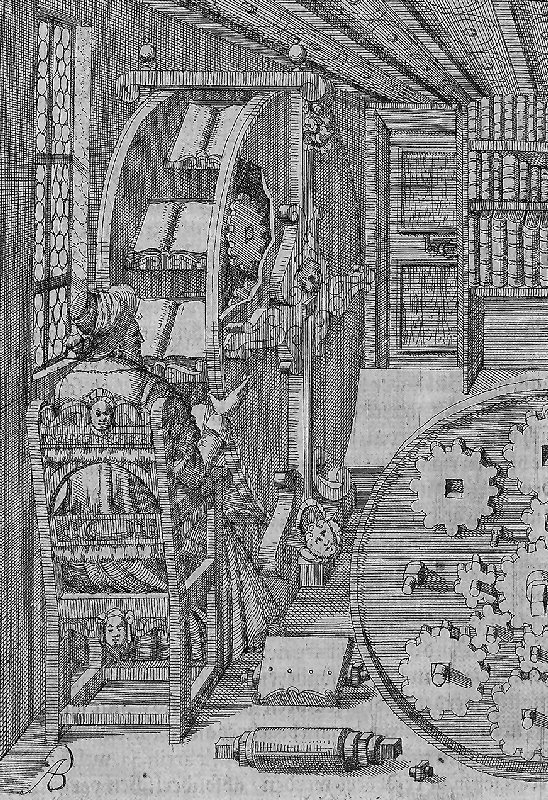
Imagen de la "rueda de libros" diseñada por Agostino Ramelli, 1588.

Agostino Ramelli (1531 en Ponte Tresa, Suiza - 1600) fue un ingeniero e inventor italiano que trabajó al servicio del rey Enrique III de Francia. 
En 1588 Ramelli publicó el libro "Las diversas y artificiosas máquinas del capitán Agostino Ramelli de Ponte Tresa", en el cual presenta varios diseños de ingeniería, incluyendo bombas y un posible precursor del motor Wankel. En la actualidad este libro sigue siendo impreso y vendido, constituyéndose en una obra clásica de la ingeniería del renacimiento.
Su invento denominado la "rueda de libros" es un aparato mecánico que contiene diversos volúmenes de libros y le permite al lector encontrar un texto en cualquier posición. 